# David McCormack (cestista)
David Joseph McCormack (Bronx, 2 luglio 1999) è un cestista statunitense.

## Carriera
Dopo aver trascorso la carriera universitaria con i Kansas Jayhawks, con cui ha vinto un titolo NCAA, il 27 luglio 2022 firma il primo contratto professionistico con il Beşiktaş.

### In Italia
Il 3 agosto 2024 l'Olimpia Milano comunica l'accordo con il giocatore. Il 25 novembre la società comunica la rescissione consensuale del contratto con il giocatore che si trasferisce in Germania all'Alba Berlino

## Statistiche

### College
| Anno       | Squadra         | PG  | PT | MP   | TC%  | 3P%  | TL%  | RP  | AP  | PRP | SP  | PP   |
| ---------- | --------------- | --- | -- | ---- | ---- | ---- | ---- | --- | --- | --- | --- | ---- |
| 2018-2019  | Kansas Jayhawks | 34  | 13 | 10,7 | 62,5 | -    | 60,0 | 3,1 | 0,4 | 0,2 | 0,4 | 3,9  |
| 2019-2020  | Kansas Jayhawks | 29  | 18 | 14,7 | 52,9 | 0,0  | 81,3 | 4,1 | 0,6 | 0,4 | 0,4 | 6,9  |
| 2020-2021  | Kansas Jayhawks | 29  | 28 | 23,1 | 51,5 | 100  | 79,6 | 6,1 | 1,1 | 0,7 | 1,0 | 13,4 |
| 2021-2022† | Kansas Jayhawks | 40  | 37 | 21,9 | 50,8 | 0,0  | 75,6 | 7,0 | 0,9 | 0,6 | 0,8 | 10,6 |
| Carriera   | Carriera        | 132 | 96 | 17,7 | 52,7 | 20,0 | 76,0 | 5,2 | 0,8 | 0,5 | 0,7 | 8,7  |

### Eurolega
| Anno      | Squadra        | PG | PT | MP   | TC%  | 3P%  | TL%  | RP  | AP  | PRP | SP  | PP  |
| --------- | -------------- | -- | -- | ---- | ---- | ---- | ---- | --- | --- | --- | --- | --- |
| 2024-2025 | Olimpia Milano | 6  | 1  | 6,5  | 37,5 | 00,0 | 00,0 | 0,6 | 0,1 | 0,1 | 0,0 | 1,0 |
| 2024-2025 | Alba Berlino   | 1  | 0  | 10,0 | 60,0 | 00,0 | 50,0 | 8,0 | 1,0 | 1,0 | 0,0 | 7,0 |
| Carriera  | Carriera       | 5  | 0  | 2,1  | 50,0 | 100  | 100  | 0,2 | 0,0 | 0,2 | 0,0 | 1,0 |

## Palmarès
- Campionato NCAA: 1

Kansas Jayhawks: 2022
- Supercoppa italiana: 1

Olimpia Milano: 2024

## Premi e riconoscimenti
- McDonald's All-American (2018)